# Listă de filme noir
Aceasta este o listă cronologică de filme noir, împărțită după decenii.
proto-noir
- înainte de 1920
- anii 1920
- anii 1930

clasic-noir
- anii 1940
- anii 1950

neo-noir
- anii 1960
- anii 1970
- anii 1980
- anii 1990
- anii 2000
- anii 2010
- anii 2020